# Jean-Carlos Danckwardt
Jean-Carlos Oscar Edvard Danckwardt, född den 1 december 1922 i Stockholm, död den 31 januari 2001 i Ystad, var en svensk militär (överste av första graden) och författare.

## Biografi
Danckwardt avlade studentexamen vid Östra Real 1941. Han blev officer vid Vaxholms kustartilleriregemente (KA 1) 1944, löjtnant 1946, kapten 1955, major 1962, överstelöjtnant 1964, överste 1969 och överste av första graden 1974. Danckwardt var verksam vid Kungliga Sjökrigshögskolan 1951–1953, som lärare vid Militärhögskolan 1960–1964, Försvarshögskolan 1969 och 1975, som sekreterare i 1965 års försvarsutredning 1965–1967. Han tjänstgjorde vid försvarsstaben 1966–1969, som sektionschef vid marinstaben 1969–1971, som chef för Gotlands kustartilleriförsvar (KA 3) 1971–1974, som souschef vid Östra militärområdet 1974–1977 och som chef för Blekinge kustartilleriförsvar och Karlskrona försvarsområde 1977–1983. Danckwardt hade befälet över bevakningsstyrkorna under U 137-incidenten i Karlskrona 1981.
Danckwardt blev ledamot av Kungliga Krigsvetenskapsakademien 1965 och ledamot av Kungliga Örlogsmannasällskapet 1962. Han var också skribent inom säkerhetspolitik och försvarsfrågor.
Jean-Carlos Danckwardt var son till kaptenen och gymnasieläraren Jean Danckwardt och Florence Byström. Han gifte sig 1947 med Ann-Marie Haquinius (född 1927), dotter till överste Folke Haquinius och Elsa Vilke.

## Utmärkelser
- Riddare av Svärdsorden, 1962.[5]
- Kommendör av Svärdsorden, 6 juni 1973.[6]